# Esplorazione di Titano
L'esplorazione di Titano è stata condotta per mezzo di sonde spaziali semiautomatiche, nell'ambito dell'esplorazione di Saturno, di cui Titano è il maggiore satellite.

## Considerazioni generali

### Motivazioni scientifiche

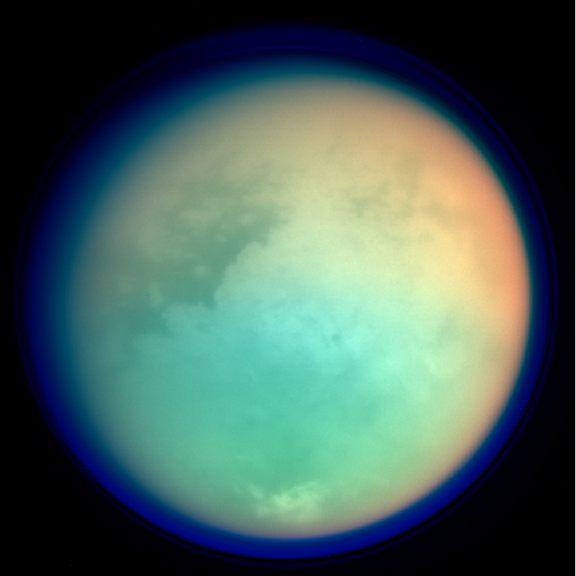
Visione multispettrale di Titano

Titano è considerato dalla comunità scientifica come uno degli obiettivi primari dell'esplorazione spaziale del sistema solare esterno per la sua similitudine con la Terra e per il potenziale esobiologico che lo caratterizza. Ha una spessa atmosfera composta principalmente di azoto, ma con un'importante quantità di metano, nella quale avvengono reazioni chimiche complesse che conducono alla formazione di idrocarburi e nitrili. Condizioni di temperatura e pressione prossime a quella del punto triplo del metano attivano un ciclo idrogeologico che presenta forti analogie con quello che avviene sulla Terra, sebbene con materiali differenti. Le missioni che hanno esplorato Titano hanno individuato il verificarsi di elaborati fenomeni meteorologici e climatici, sebbene non abbiano ancora ben localizzato la loro occorrenza, né determinato la composizione della pioggia.
Sulla dicotomica superficie sono presenti laghi di metano e tracce di criovulcanismo, che non è stato mai direttamente osservato. È oggetto di interesse determinare l'età della superficie, identificare il motore interno che ha originato i fenomeni criovulcanici e determinarne il grado di attività. È stata ipotizzata la presenza di uno strato di acqua liquida ed ammoniaca al di sotto della superficie.
Sebbene le temperature di Titano siano inferiori a 100 K e non dovrebbero aver permesso la nascita di forme di vita così come le conosciamo sulla Terra, la composizione dell'atmosfera è molto simile a quella pre-biotica del nostro pianeta. Risulterebbe quindi di particolare aiuto nella sua comprensione osservare quali reazioni avvengono tra gli idrocarburi prodotti dall'atmosfera di Titano con l'acqua e l'ammoniaca che si presume possano affiorare sulla superficie.

### Esigenze tecniche

Traiettoria seguita dalla missione spaziale Cassini-Huygens.

Considerando che gli aspetti d'interesse riguardo a Titano sono molteplici quanto le soluzioni esplorative offerte dalle peculiari caratteristiche della luna, si può intuire come per la sua esplorazione siano state proposte architetture di missione piuttosto articolate.
Alle esigenze imposte dalla volontà di raggiungere il remoto sistema di Saturno, si sommano quelle derivanti dall'intenzione di esplorare Titano. Sebbene lanciatori particolarmente potenti permetterebbero un lancio diretto verso Saturno, per massimizzare il carico utile della missione è preferibile percorrere traiettorie che prevedano gravity assist multipli (nel sistema solare interno e con Giove). Ciò determina sia un allungamento dei tempi di volo, sia l'esposizione della sonda ad ambienti con caratteristiche molto differenti (per temperature e tassi di radiazioni) rispetto a quelle di lavoro (presenti cioè nel sistema di Saturno), che dovrebbero guidarne la progettazione.
La presenza su Titano di una spessa atmosfera consente sia manovre di aerocattura e aerofrenaggio, che permettono di ridurre il quantitativo di propellente necessario per l'ingresso in orbita, sia di ricorrere al paracadute per facilitare l'atterraggio di un eventuale lander. D'altra parte, la stessa atmosfera impedisce la vista diretta della superficie e introduce la necessità di dotare gli orbiter di un radar, il cui funzionamento necessita di un quantitativo importante di energia in riferimento al contesto spaziale.
La lontananza di Saturno dal Sole ha finora escluso l'utilizzo dei pannelli fotovoltaici per alimentare la sonda. Tuttavia, anche qualora fosse sviluppata una tale tecnologia per un orbiter di Titano, essa non potrebbe essere utilizzata per gli eventuali lander, considerata l'opacità dell'atmosfera. Risulta quindi necessario ricorrere ad un generatore termoelettrico a radioisotopi (RTG) o dispositivo equivalente. Tuttavia, il materiale fissile che ne costituisce la fonte energetica non è di facile reperibilità e il suo utilizzo incontra ostacoli sia negli Stati Uniti, che in Europa - le uniche realtà che si sono finora impegnate nell'esplorazione del sistema di Saturno. Negli Stati Uniti la produzione di 238Pu è cessata nel 1988 ed è ripresa solo nel 2014, con l'acquisto del materiale dalla Russia nel frattempo. In Europa, il Regno Unito è l'unica nazione a disporre del materiale radioattivo necessario, ma la legislazione francese - vigente presso il Centre spatial guyanais dell'ESA  - ne vieta il lancio.
Infine, c'è da considerare che le sonde che raggiungessero la superficie o rimanessero sospese nell'atmosfera sarebbero sottoposte a temperature molto basse (inferiori ai 100 K) e soggette alla corrosione operata dal metano.

## Dalla scoperta all'era spaziale

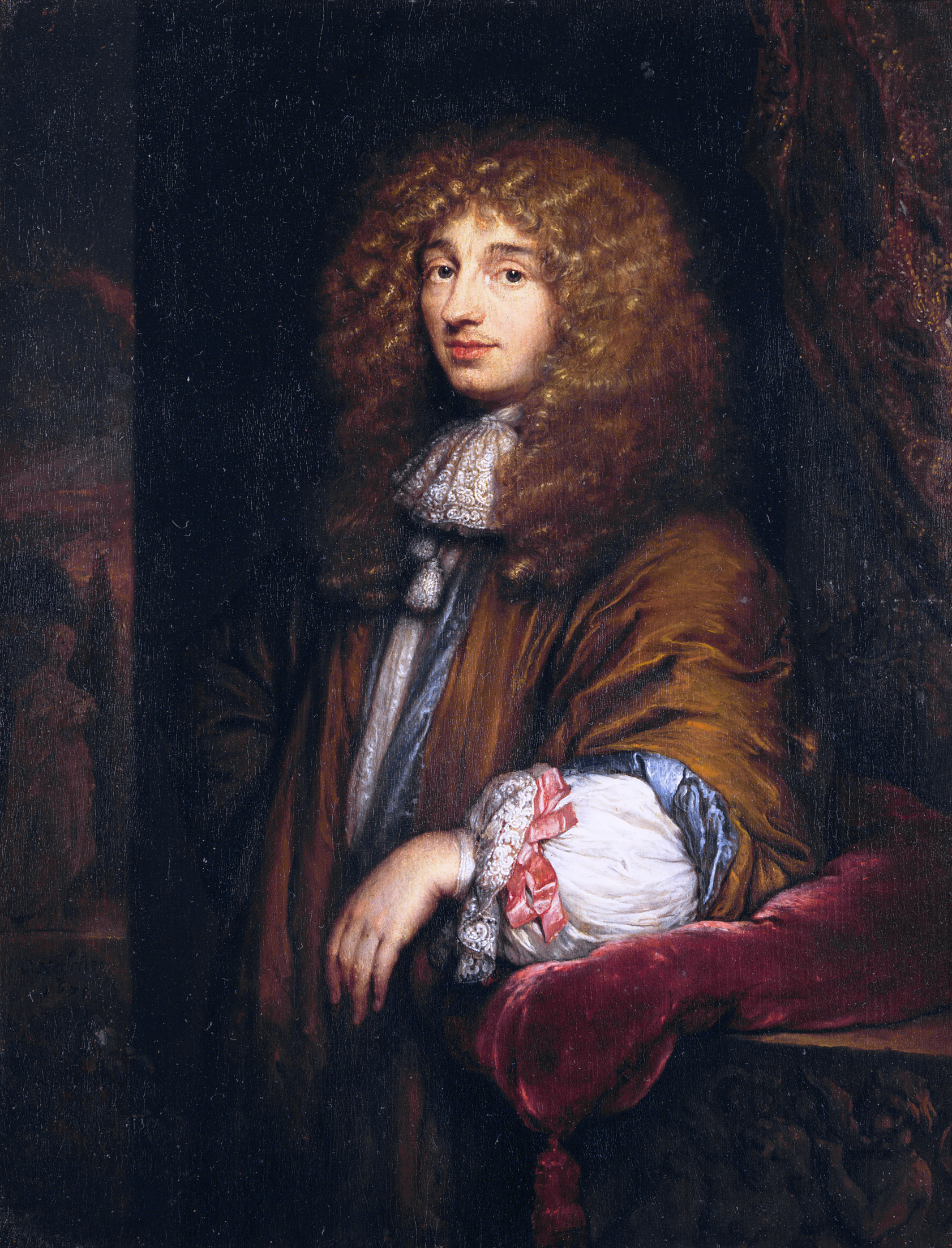
Huygens scoprì Titano il 25 marzo 1655.

Titano è stato scoperto il 25 marzo 1655 dall'astronomo olandese Christiaan Huygens con un telescopio rifrattore di circa un metro di diametro. Della sua orbita si ebbe una conoscenza approssimativa fino al 1834, quando F. W. Bessel la calcolò con accuratezza (e la utilizzò per stimare la massa di Saturno).
Nel 1884 Asaph Hall individuò una risonanza orbitale tra l'orbita di Iperione e quella di Titano: il primo completa tre orbite nel tempo che il secondo impiega per compierne quattro, esiste cioè una risonanza 3:4 tra le due. Inoltre, le perturbazioni indotte da Titano introducono un moto di precessione della linea degli apsidi nell'orbita di Iperione, con periodo di circa vent'anni. Nello stesso anno Simon Newcomb sfruttò questa informazione per calcolare una prima stima della massa di Titano. Anche G. W. Hill si interessò al problema, che fu efficacemente risolto da W. S. Eichelberger (1911).
Nello stesso periodo furono condotte anche osservazioni volte alla determinazione delle dimensioni di Titano: E. E. Barnard (1895) e P. Lowell (1915), avvalendosi di un micrometro, ricavarono indipendentemente un diametro di circa 4150 km; stimarono invece un diametro superiore ai 6000 km sia T. J. J. See (1902), sia P. Muller (1949).
Ancora nel 1975, Elliot e colleghi proposero un diametro di 5800 km, superiore a quello che era allora accettato di circa 5000 km. Titano fu a lungo ritenuto il satellite naturale maggiore del sistema solare e solo le osservazioni condotte delle sonde Voyager avrebbero chiarito che Ganimede ha un diametro di poco superiore.
Il primo indizio che Titano fosse dotato di un'atmosfera risale al 1907, quando l'astronomo spagnolo Josep Comas i Solà osservò un oscuramento al bordo. Nel 1931 giunse una prima conferma teorica da James Jeans, il quale determinò che basse temperature (comprese tra i 60 e i 100 K) avrebbero consentito alla pur debole gravità di Titano di impedire la dispersione nello spazio di un'atmosfera composta da gas di massa molecolare superiore o uguale a 16 u (tra questi il metano, l'azoto molecolare, l'ammoniaca, il neon e l'argon). Gerard Kuiper nel 1944 rilevò spettroscopicamente la presenza di metano (CH4) su Titano, confermando definitivamente l'esistenza della sua atmosfera. Kuiper ipotizzò che Titano potesse apparire di colore arancio e condusse ulteriori osservazioni (1952) che esclusero la presenza di metano sulle altre lune di Saturno.

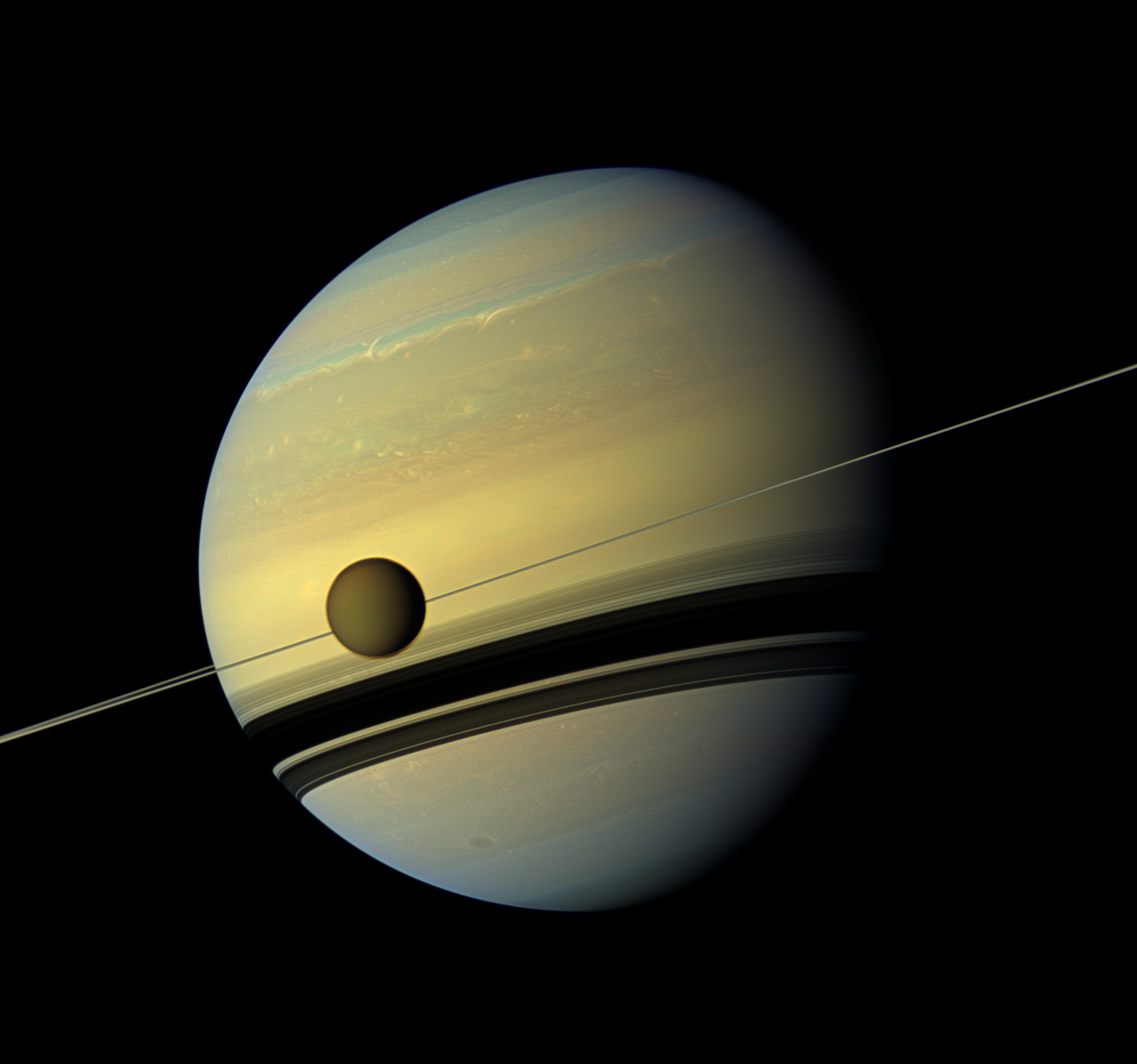
Transito di Titano sul disco di Saturno ripreso dalla sonda Cassini nel 2012.

Lo studio di Titano riprese poi negli anni settanta, quando furono condotte nuove osservazioni dalla Terra. Nel 1972 (confermata poi nel 1975), L. Trafton rilevò la presenza di idrogeno molecolare (H2) nell'atmosfera. Nel 1975 Elliot e colleghi rilevarono inequivocabilmente un marcato oscuramento al bordo, dato coerente con l'esistenza di una spessa atmosfera (confermando la correttezza delle osservazioni di Comas i Solà). Negli anni subito precedenti, inoltre, misure della polarizzazione della luce avevano suggerito che l'atmosfera fosse nuvolosa e presentasse uno spesso strato di foschia (haze). Erano stati sviluppati principalmente due modelli teorici per l'atmosfera: il primo prevedeva che essa fosse spessa, composta principalmente da azoto (N2), con una temperatura superficiale di 200 K e una pressione al suolo di 20 bar; l'altro, che fosse composta principalmente da metano, con una temperatura superficiale di 87 K e una pressione di 20 mbar. Si era inoltre affermata l'idea, suggerita da Carl Sagan nel 1971, che le nubi potessero essere composte da molecole organiche complesse.
Quando nel 1980 era entrato in attività il Very Large Array nel Nuovo Messico, era stato prontamente utilizzato per osservare Titano. Era stata così misurata la temperatura della superficie, pari a 87±9 K e la pressione atmosferica di circa 2 bar (pari circa a due volte quella terrestre), condizioni che avrebbero consentito l'esistenza di un vasto oceano di metano sulla superficie. Le sonde Voyager erano però giunte su Titano e il lavoro non ricevette nell'immediato particolare attenzione.

## I primi sorvoli ravvicinati

### Pioneer 11

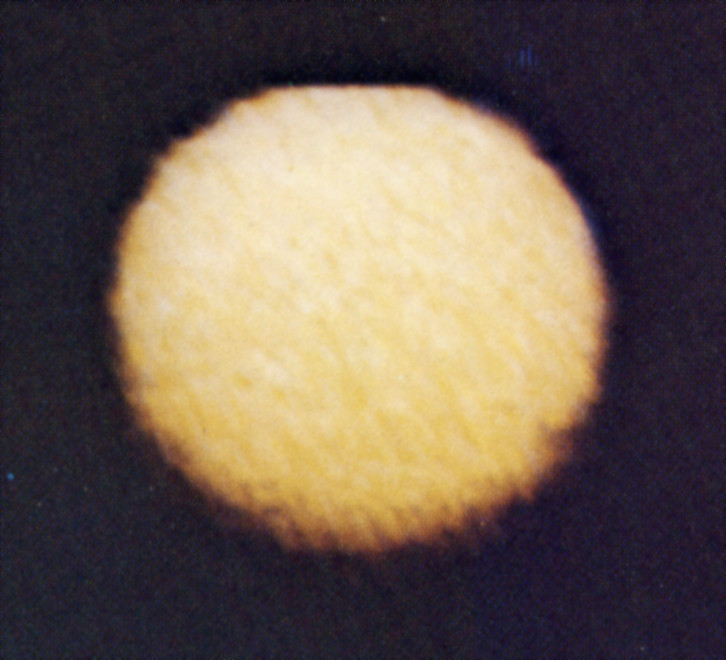
Titano (in falsi colori) ripreso dalla sonda Pioneer 11.

La prima sonda spaziale a visitare il sistema di Saturno fu il Pioneer 11 della NASA nel 1979. Lanciato il 6 aprile 1973 dal Kennedy Space Center, seguì il Pioneer 10 nell'esplorazione di Giove, raggiunto nel dicembre del 1974, quando una delle prime manovre di fionda gravitazionale eseguite dai controllori della NASA permise di reindirizzare la sonda verso il "Signore degli anelli". Nel programmare l'attraversamento del sistema di Saturno furono prese in considerazioni due possibili traiettorie: una - più interna - prevedeva che la sonda transitasse tra l'Anello C e l'atmosfera del pianeta, l'altra - più esterna - che la sonda transitasse oltre l'Anello A. La prima avrebbe permesso un ritorno scientifico maggiore, un sorvolo ravvicinato di Titano ed era quella preferita dai ricercatori dell'Ames Research Center; la seconda, di fare da apripista per le missioni Voyager ed assicurare così la sicurezza della traiettoria che avrebbe portato poi la Voyager 2 a raggiungere Urano. I dirigenti della NASA optarono per quest'ultima soluzione.
Il Pioneer 11 sorvolò Titano il 2 settembre da una distanza superiore ai 355000 km. Riprese 5 immagini del satellite (utilizzate per comporre l'immagine a lato), che non permisero di identificare alcuna caratteristica presente sulla superficie; fu possibile stimare il diametro della luna e ottenere alcune misure della sua temperatura. Titano risultò troppo freddo per poter sostenere la vita. La sonda rilevò inoltre una nube di idrogeno, prodotto dalla dissociazione del metano nell'alta atmosfera, che segue Titano sulla sua orbita e che era stata ipotizzata da Thomas R. McDonough e Neil Brice nel 1973.

### Sonde Voyager

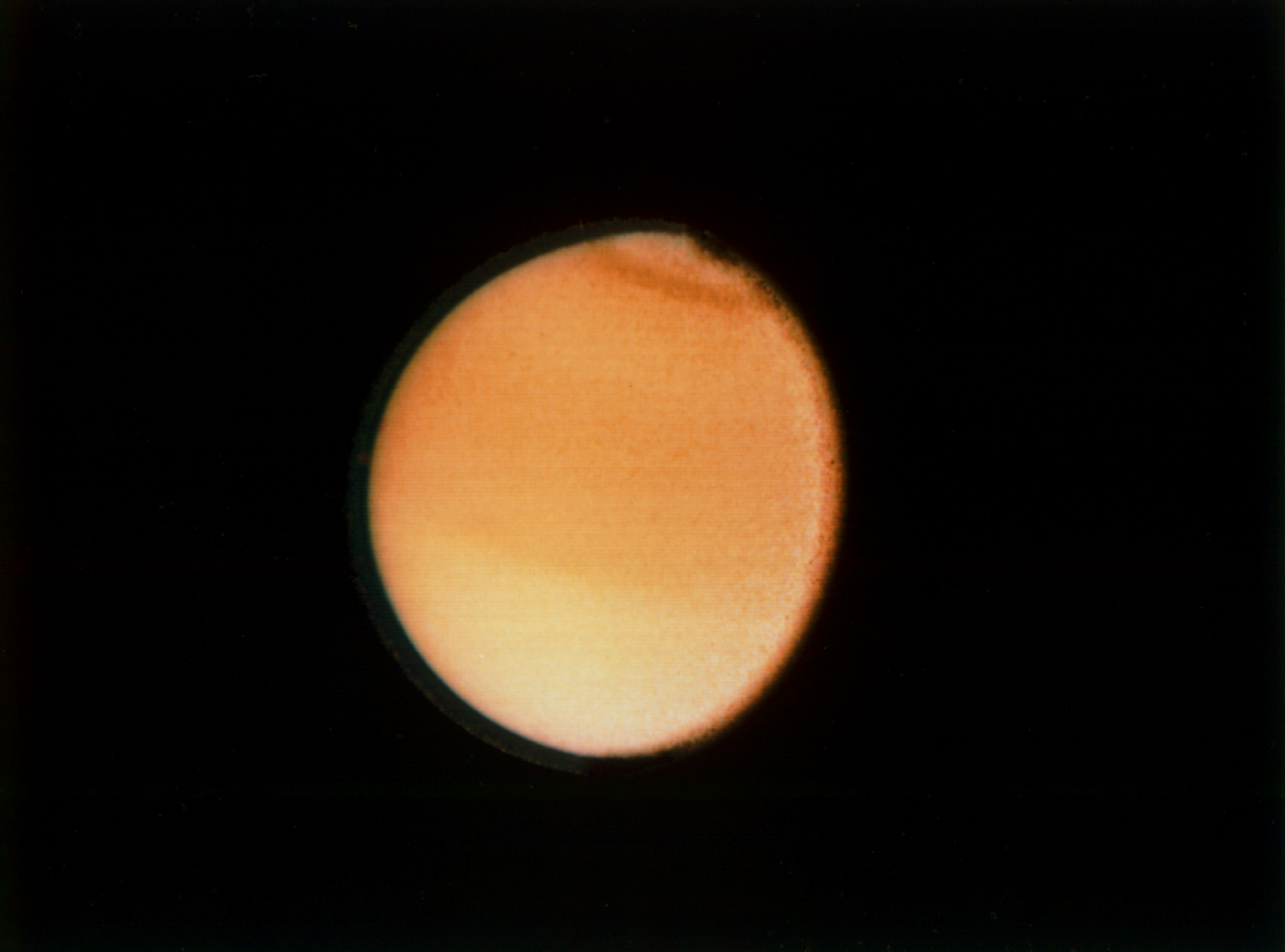
Titano (in falsi colori) ripreso dalla sonda Voyager 2. Sono chiaramente visibili le differenze in luminosità e colorazione tra i due emisferi e il "collare" scuro in corrispondenza del polo nord della luna.

Un notevole incremento nella comprensione di Titano derivò dal Programma Voyager. L'osservazione ravvicinata di Titano era uno degli obiettivi primari individuati per la fase esplorativa del sistema di Saturno ed era ritenuta prioritaria rispetto all'esplorazione dei successivi pianeti del sistema solare esterno. Infatti, non venne attuato il piano di volo che avrebbe permesso di reindirizzare il Voyager 1 verso Plutone perché avrebbe impedito un sorvolo stretto di Titano. Inoltre, se la prima sonda non avesse raccolto dati sufficienti o avesse scoperto qualcosa che avesse meritato un approfondimento, si sarebbe rinunciato a dirigere il Voyager 2 verso Urano e Nettuno per eseguire un secondo passaggio in prossimità della luna.
Le due sonde furono lanciate da Cape Canaveral nell'estate del 1977: il Voyager 2 il 20 agosto e il Voyager 1 il 5 settembre. La loro denominazione non rispecchiava quindi l'ordine al lancio, ma quello di arrivo ai loro obiettivi. Il Voyager 1 infatti era stato lanciato su una traiettoria più veloce che lo portò a precedere il compagno di circa 4 mesi nel sorvolo di Giove e di 9 in quello di Saturno.
Il Voyager 1 sorvolò Titano il 12 novembre 1980 e nel momento di massimo avvicinamento transitò a 6969 km dalla luna con una velocità relativa di 17,3 km/s. Gli studiosi ritenevano che un passaggio tanto ravvicinato avrebbe permesso di scorgere tra le nubi qualche dettaglio della superficie, ma la porzione più bassa dell'atmosfera apparve sostanzialmente uniforme ed opaca e celò totalmente la vista. Furono invece osservate delle differenze nella luminosità e colorazione dei due emisferi e una cappa di colore scuro (dark polar hood, indicata anche come collare polare, polar collar) in corrispondenza del polo nord di Titano che furono interpretati come una fenomenologia di carattere stagionale. Inoltre, le osservazioni del limbo della luna rivelarono uno strato di foschia distaccato (detached haze), opaco nell'ultravioletto vicino, che sovrastava la parte più densa dell'atmosfera con un'altitudine variabile, compresa tra i 300 ed i 500 km.

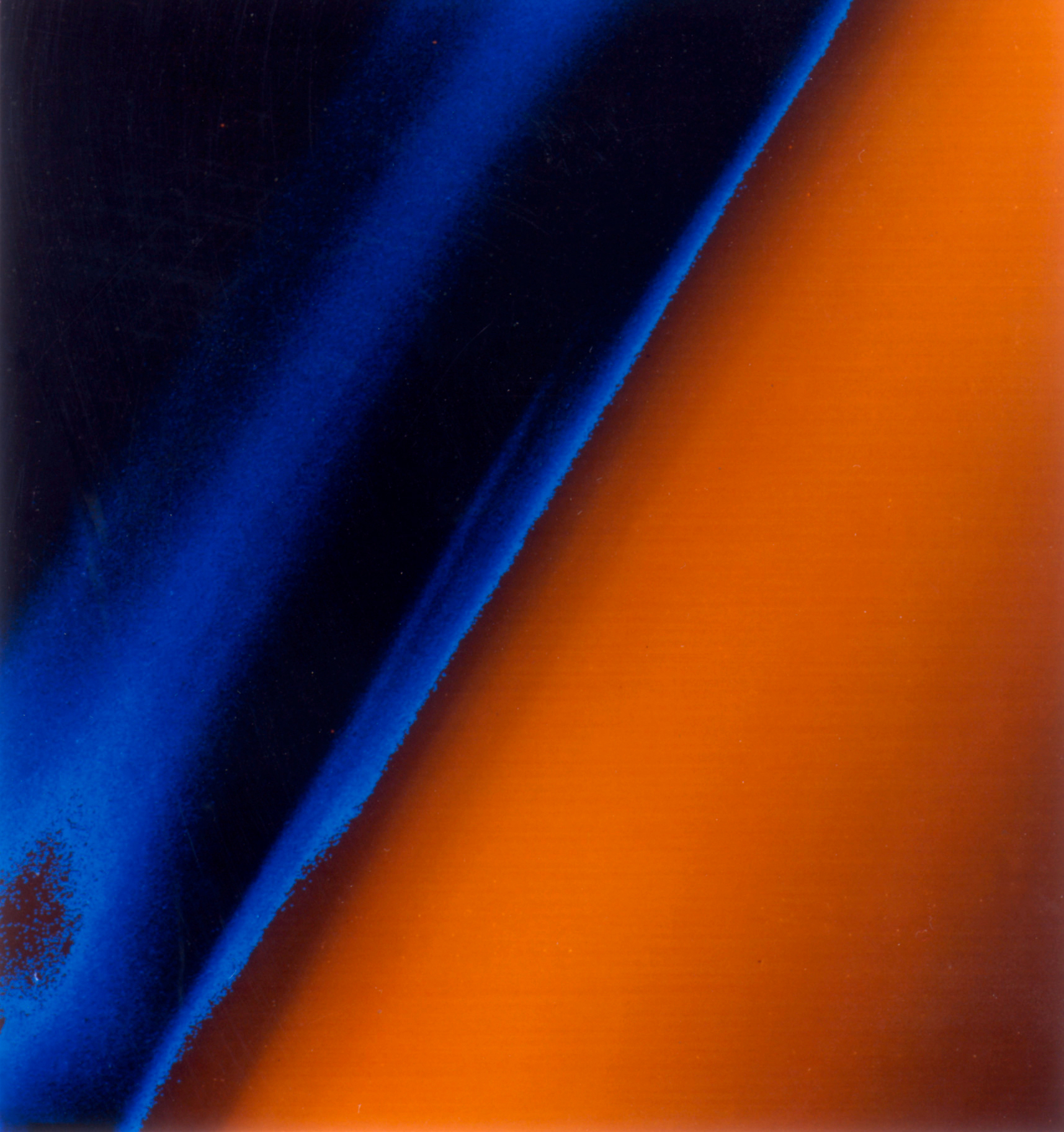
Immagine (in falsi colori) del limbo di Titano condotta dalla sonda Voyager 1. È visibile lo strato di foschia distaccato (in blu) che sovrastava la parte più densa dell'atmosfera (in arancio).

Le informazioni più interessanti furono però raccolte con gli spettrometri IRIS e UVS, operanti rispettivamente nell'infrarosso e nell'ultravioletto, che permisero di determinare la composizione atmosferica, l'andamento medio della temperatura nell'atmosfera e la sua variabilità con la latitudine (sebbene quest'ultima con una scarsa risoluzione): l'azoto molecolare si rivelò essere il principale costituente dell'atmosfera (97%), seguito dal metano (3%), concentrato nei primi 15 km dalla superficie. Furono rilevate tracce di idrogeno molecolare, argon, anidride carbonica (dalla cui presenza fu dedotta quella dell'acqua, sebbene non direttamente rilevata), idrocarburi complessi - quali propano, propino, diacetilene, oltre ai già noti acetilene, etano ed etilene - e nitrili, quali l'acido cianidrico, il cianoacetilene e il cianogeno. Le osservazioni condotte permisero di sviluppare dei modelli dei meccanismi di reazione che conducono alla formazione dei costituenti della foschia e un modello della circolazione atmosferica. Fu ipotizzato che su Titano avesse luogo un ciclo del metano analogo al ciclo dell'acqua sulla Terra, con la formazione di nuvole e il manifestarsi di fenomeni meteorologici quali pioggia e neve di idrocarburi. Poiché la temperatura della superficie era risultata compatibile con l'esistenza di idrocarburi allo stato liquido, fu ipotizzata la presenza di fiumi, laghi e mari. Anzi, poiché risultò che in tempi geologici il metano si sarebbe progressivamente trasformato in idrocarburi più pesanti, fu ipotizzato che esistesse un oceano globale - composto per il 70% di etano, 25% di metano e 5% di azoto molecolare - con profondità superiore al chilometro, da cui il gas era costantemente reintrodotto nell'atmosfera. Il modello fu sostanzialmente accettato fino ai primi anni novanta.
Il sistema di comunicazioni radio della sonda fu utilizzato per determinare il diametro di Titano, che risultò essere di 5150±1 km; fu quindi possibile stimare la densità media in (1,881±0,002)×103 kg/m³. Il magnetometro a bordo del Voyager 1 non rilevò alcun campo magnetico interno. Di conseguenza, l'alta atmosfera di Titano interagisce direttamente con la magnetosfera di Saturno, in modo analogo all'alta atmosfera venusiana con il vento solare.
Il Voyager 2 sorvolò Titano il 24 agosto 1981 e nel momento di massimo avvicinamento transitò ad una distanza di 665000 km (circa 100 volte quella del Voyager 1). La sua traiettoria era particolarmente favorevole per osservare l'emisfero settentrionale di Titano e la sonda raccolse ottime immagini della cappa polare. Non rilevò sostanziali differenze rispetto a quanto determinato dal compagno che l'aveva preceduto.

## Osservazioni dalla Terra (1980-2005)

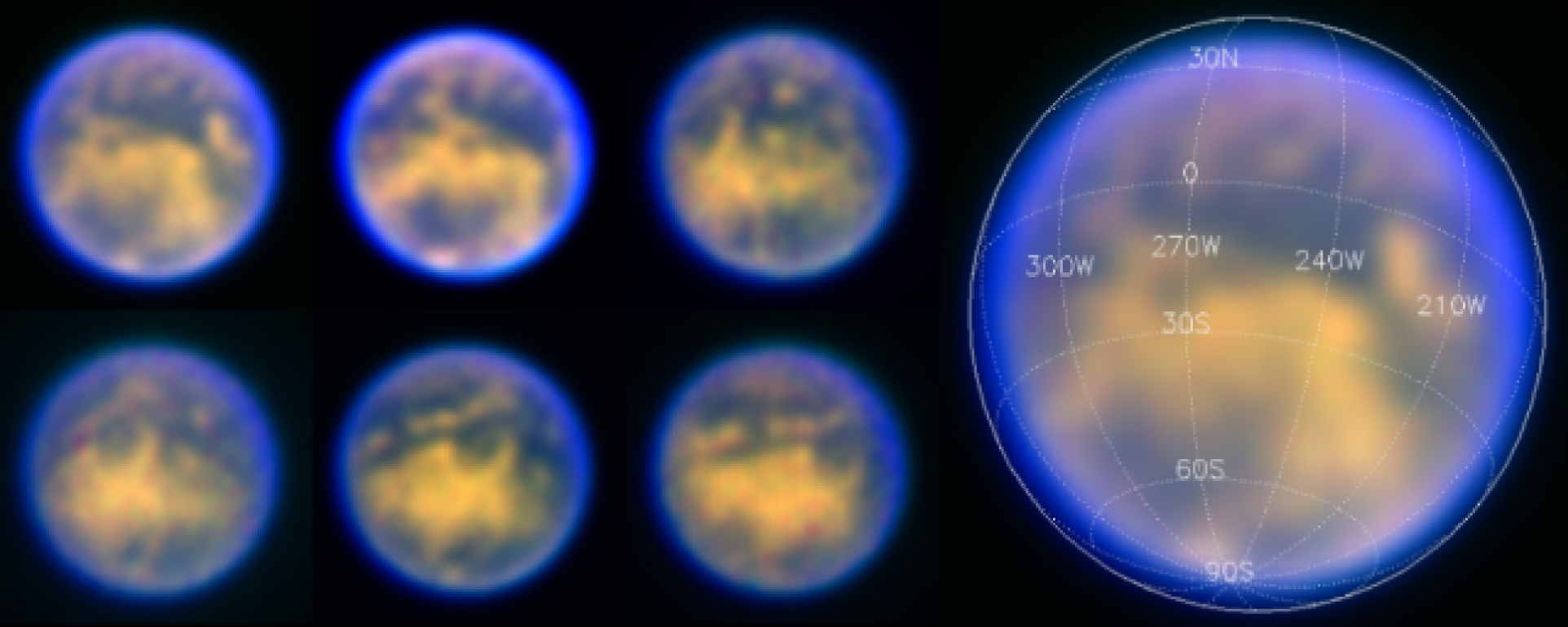
Immagini della superfici di Titano (in falsi colori) riprese attraverso il VLT dell'ESO nel 2004.

Tra il 1980 e gli anni 2000 sono state eseguite osservazioni dalla Terra nell'infrarosso volte ad acquisire nuove informazioni sulle caratteristiche dell'atmosfera di Titano. Strumenti quali l'Infrared Telescope Facility (1979) e il Telescopio Subaru (1999) presenti presso l'Osservatorio di Mauna Kea e l'Infrared Space Observatory (1995-1998) permisero osservazioni con risoluzione spettrale e sensibilità superiori rispetto a quelle condotte attraverso lo strumento IRIS a bordo delle sonde Voyger. Furono così rilevati nuovi componenti dell'atmosfera, quali il monossido di carbonio, l'acqua e il benzene, la distribuzione di alcuni gas e misure dei venti attraverso l'effetto Doppler.

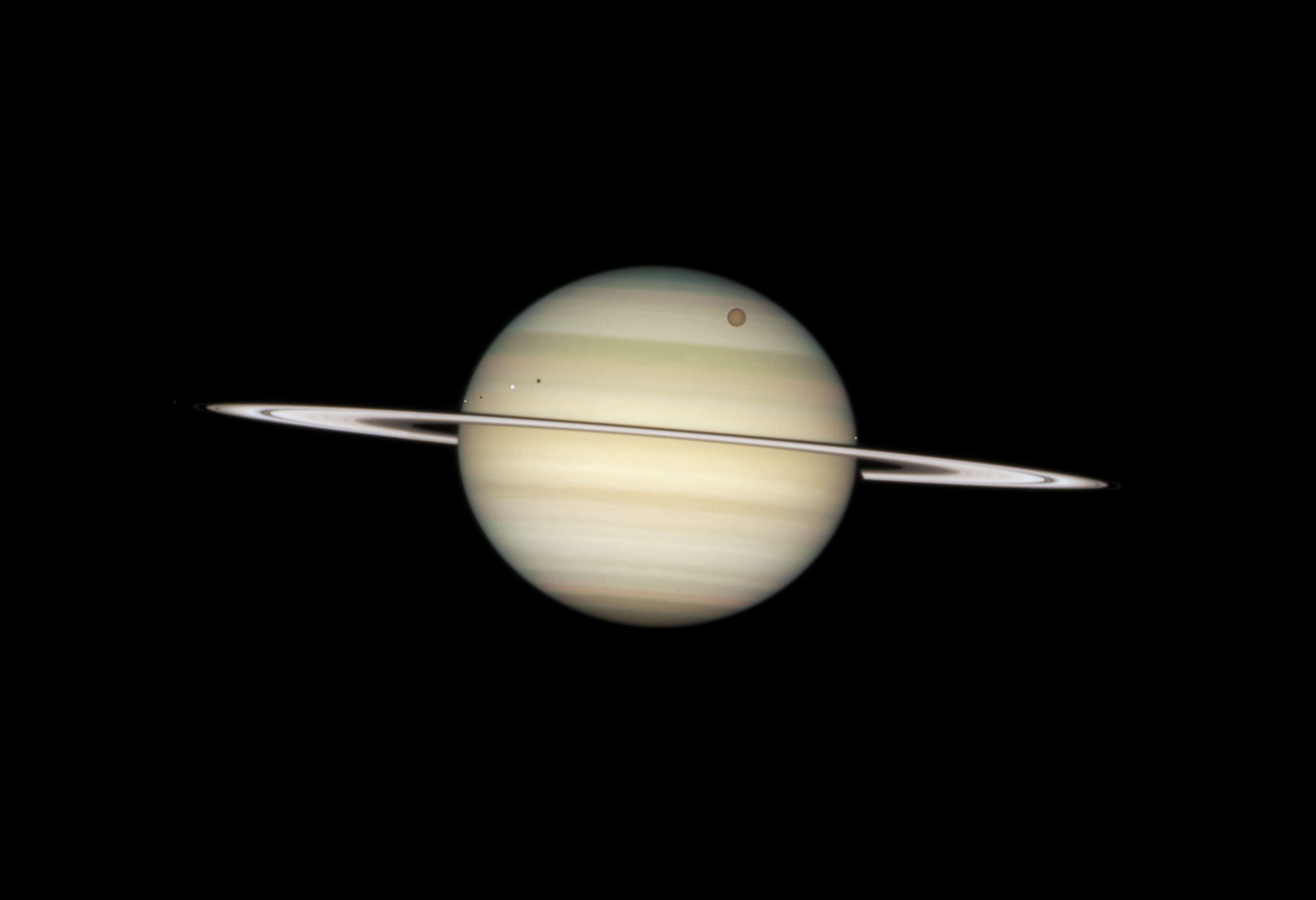
Titano transita sul disco di Saturno, ripreso dal telescopio spaziale Hubble nel 2009.

Nel 1989, analizzando lo scambio termico attraverso l'atmosfera di Titano, McKay e colleghi stimarono che circa il 10% della luce solare raggiungerebbe la superficie attraverso "finestre" nelle quali l'atmosfera sarebbe trasparente alla radiazione incidente. Griffith e colleghi utilizzarono queste informazioni per condurre le prime osservazioni della superficie di Titano, tracciandone la curva di luce nell'infrarosso. Analoghe osservazioni furono ripetute da altri gruppi di ricerca negli anni seguenti e permisero di determinare il periodo di rotazione di 16 giorni della luna. Nel 1990 furono inoltre condotte osservazioni radar che esclusero la presenza di un oceano superficiale, rilevando altresì indizi di una notevole eterogeneità della superficie.
Negli anni duemila, i maggiori osservatori sulla Terra - quali il Very Large Telescope dell'ESO e i Telescopi Keck statunitensi - e il telescopio spaziale Hubble hanno raggiunto nelle immagini della superficie di Titano una risoluzione confrontabile con quella della superficie della Luna osservata ad occhio nudo.

## La missione Cassini-Huygens

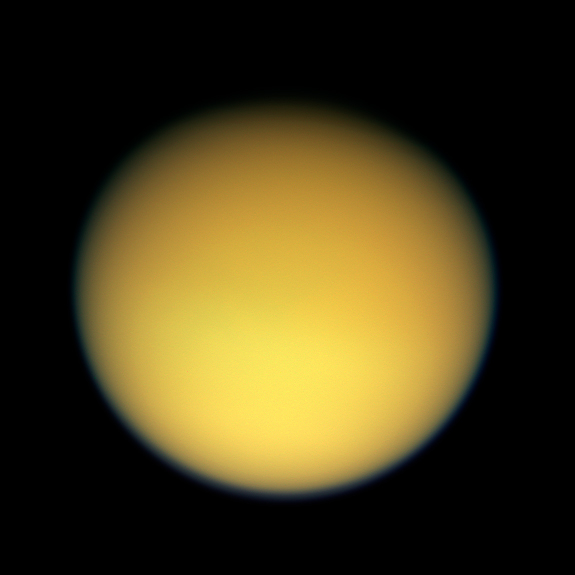
Titano nel visibile, ripreso dalla sonda Cassini nel 2005.

Le missioni Voyager confermarono che Titano era un sistema complesso e interessante sotto vari punti di vista, tuttavia non permisero l'osservazione della superficie, lasciando numerose domande senza risposta e suscitandone di nuove.
Proposte di missioni per proseguire l'esplorazione di Saturno e di Titano erano già state avanzate negli anni settanta negli Stati Uniti, trovando il supporto dello Space Science Board del National Research Council. Nuove proposte furono avanzate negli anni ottanta e sia la Francia, sia la Germania suggerirono una collaborazione euro-statunitense. Una prima proposta di missione congiunta NASA-ESA venne sottoposta all'analisi dell'Agenzia Spaziale Europea nel 1982, che approvò nel novembre del 1988 la costruzione di un veicolo di atterraggio che avrebbe raggiunto il suolo di Titano, trasportato dalla sonda madre di costruzione statunitense che sarebbe entrata in orbita attorno a Saturno. Tuttavia, il finanziamento dell'esplorazione spaziale stava affrontando un periodo di difficoltà negli Stati Uniti: nel gennaio del 1986, si era verificato il disastro dello Space Shuttle Challenger, che aveva condotto - tra l'altro - alla cancellazione della sonda statunitense nella International Solar Polar Mission. La NASA approvò la missione nel novembre del 1989, ma nel biennio 1992-1993 subì un'ulteriore riduzione di fondi. Ciò condusse all'eliminazione di alcuni elementi tecnologici, quali un'antenna dedicata alla ricezione delle trasmissioni del lander durante la fase di atterraggio e una piattaforma mobile che avrebbe permesso una maggiore libertà, ed efficacia, nel puntamento degli strumenti rispetto all'orientamento del veicolo. Tuttavia, ciò non fu sufficiente e nel 1994 la missione sarebbe stata cancellata, nell'ottica della nuova politica NASA avanzata da Daniel Goldin che condusse al Programma Discovery: missioni "più veloci, più economiche, migliori", se non fosse stato per il favore internazionale che la missione nutriva, per un intervento diretto del Direttore Generale dell'ESA Jean-Marie Luton presso il Vicepresidente degli Stati Uniti d'America Al Gore (che minacciò ricadute sulla partecipazione europea alla costruzione della Stazione spaziale internazionale) e la decisione dell'Agenzia Spaziale Italiana (ASI) di contribuire alla costruzione del sistema radio della sonda.
La sonda Cassini effettuò il primo sorvolo ravvicinato di Titano il 2 luglio 2004, appena arrivata nel sistema di Saturno, e ne effettuerà altre decine fino alla fine della missione; il sorvolo più ravvicinato di Titano è avvenuto il 21 ottobre 2010 a una distanza di 880 km. Dopo qualche mese dal primo sorvolo, nel gennaio 2005, venne rilasciata la sonda di costruzione europea Huygens, il primo lander nella storia dell'esplorazione spaziale ad atterrare su un mondo del sistema solare esterno. Huygens scattò la prima foto della superficie, rivelando un terreno coperto di ciottoli di ghiaccio d'acqua ricoperti di idrocarburi, e un paesaggio in toni arancioni dominato da nebbie di metano. La forma smussata dei ciottoli a seguito di erosione hanno suggerito che il sito di atterraggio di Huygens fosse il letto di un fiume prosciugato.
Dal canto suo la sonda Cassini dall'orbita ha ripreso col radar gran parte della superficie di Titano, scoprendo laghi e mari di metano liquido, in particolare nelle zone vicine al polo nord, come il Kraken Mare, una distesa di metano, etano ed azoto liquidi avente una superficie di 400000 km2 e una profondità forse superiore ai 300 metri. La Cassini ha anche trovato forti indizi di criovulcanismo in superficie, inoltre la missione ha potuto studiare in dettaglio l'atmosfera, composta per il 95% circa da azoto, da un 5% di metano e tracce minime di altri gas, alcuni mai rilevati prima.
Durante la missione nel sistema saturniano, Titano per la sua gravità è stato usato diverse volte come fionda gravitazionale per consentire alla Cassini di immettersi in traiettorie adatte per lo studio di altre lune o di Saturno. Anche nella sua ultima missione, denominata "Grand Finale", Titano è stato usato per indirizzare la sonda a compiere diverse orbite passando tra Saturno e i suoi anelli, in una zona che non aveva ancora esplorato. Con l'ultimo fly-by di Titano, una piccola modifica di traiettoria ha consentito al comando della missione di indirizzare la sonda su Saturno, dove si sarebbe disintegrata evitando il rischio di contaminazione delle lune potenzialmente abitabili, come Encelado e Titano stesso.
La quantità di dati raccolti dalla sonda Cassini è tale che anche dopo il termine della missione gli studi su Titano continueranno ad occupare gli scienziati per diversi anni.

## Proposte di missioni future

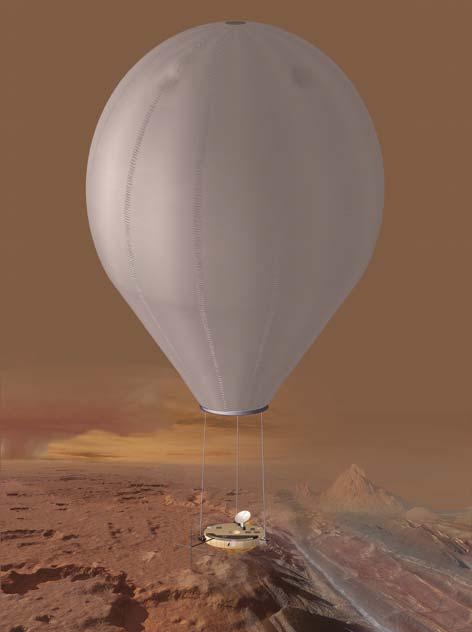
La mongolfiera proposta per la Titan Saturn System Mission.

Considerato l'interesse sollevato nella comunità scientifica sin dai primi risultati della missione Cassini-Huygens, le principali agenzie spaziali hanno valutato varie proposte per missioni successive. Nel 2007 fu presentata alla NASA una proposta - indicata come Titan Exoplorer - per una missione di classe Flagship (dal costo compreso tra 2 e 3 miliardi di dollari), che prevedeva l'utilizzo di un orbiter, di un lander lacustre e di un pallone aerostatico quale sonda atmosferica. Una proposta equivalente (Classe-L), sebbene con alcune differenze, fu presentata nello stesso anno anche all'ESA: la Titan and Enceladus Mission (TandEM). Nel 2008 i due progetti confluirono in una proposta di missione congiunta indicata come Titan Saturn System Mission (TSSM). Una commissione costituita da membri delle due agenzie nel 2009 ha valutato la fattibilità della missione, preferendole l'Europa Jupiter System Mission per il lancio negli anni venti del duemila. Riconoscendo tuttavia l'interesse della comunità scientifica per l'esplorazione di Titano, la commissione ha altresì raccomandato di investire anche nella progettazione della Titan Saturn System Mission, con l'intenzione di programmarne successivamente il lancio.
Tuttavia, la mancata selezione della TSSM come missione flagship/Classe-L ha portato all'ideazione di nuove proposte più limitate nelle dimensioni e nei costi, avanzate alla NASA nell'ambito del Programma Discovery ed all'ESA come missioni di classe-M.
Tra le prime, c'è stato il Titan Mare Explorer, proposta di missione NASA che prevedeva l'esplorazione di uno dei maggiori laghi di Titano tramite un lander galleggiante, per un periodo di 3-6 mesi. Se fosse stata selezionata nel 2012, il lancio sarebbe avvenuto nel 2016 e l'arrivo su Titano nel 2023; tuttavia, l'agenzia spaziale statunitense le ha preferito una missione meno avveniristica quale InSight, destinata allo studio di Marte. Nello stesso periodo, all'ESA veniva proposto il Titan Aerial Explorer (TAE), un pallone sonda che avrebbe esplorato l'atmosfera di Titano per 3-6 mesi, che ha subito analoga sorte non venendo selezionato per il lancio. Entrambe le missioni si caratterizzavano per non prevedere alcun orbiter; le comunicazioni quindi sarebbero dovute avvenire direttamente tra lander e Terra. Viceversa, la Journay to Enceladus and Titan (JET) - proposta anch'essa nell'ambito del Programma Discovery della NASA - sarebbe consistita del solo orbiter, che avrebbe prima eseguito sorvoli multipli di Encelado e Titano e poi sarebbe entrato in orbita attorno a quest'ultimo per proseguire l'osservazione.

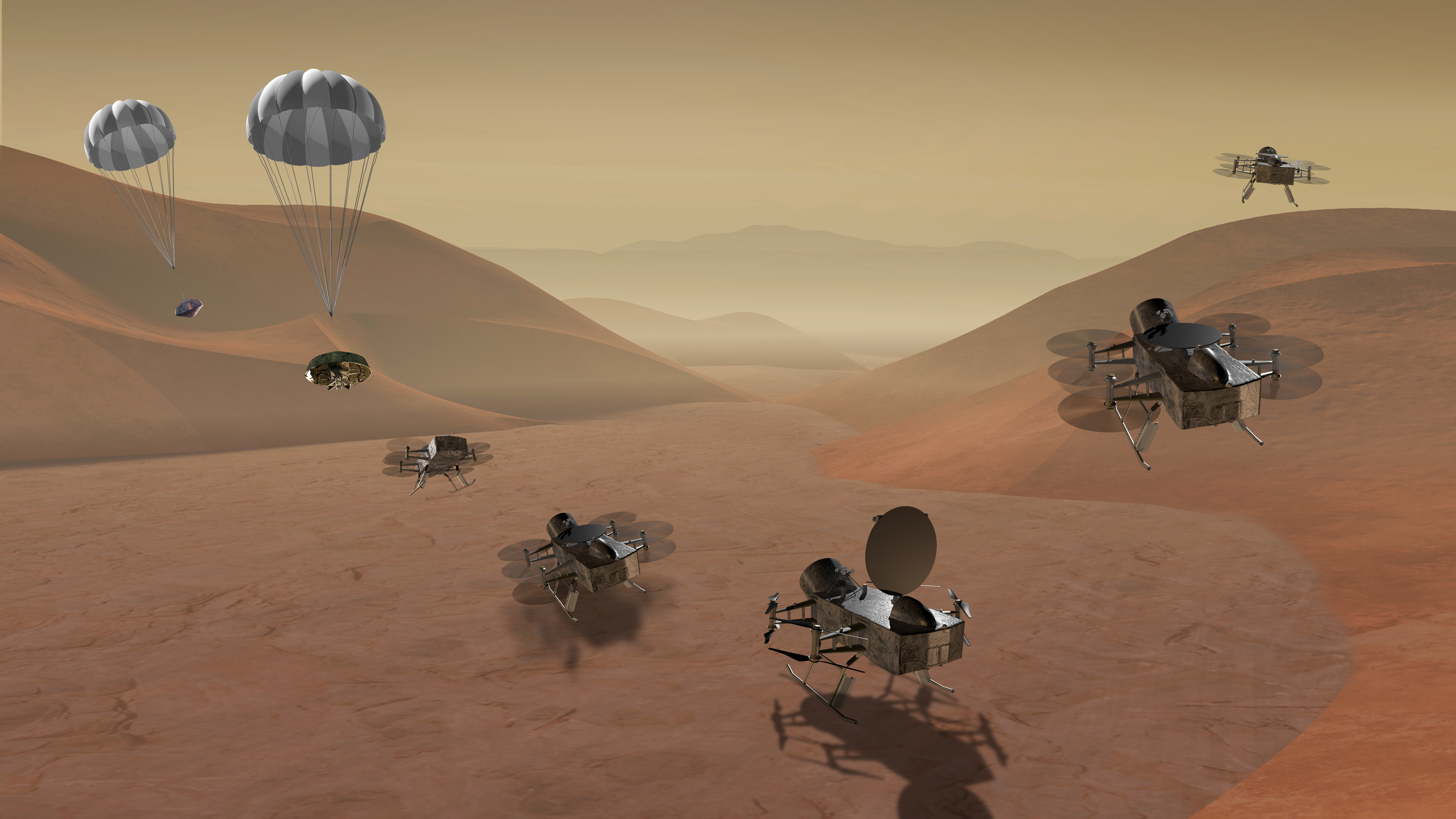
Immagine artistica che mostra l'arrivo della Dragonfly su Titano e il successivo spostamento in volo.

Nel 2012 è stata presentata, sempre nell'ambito del Programma Discovery della NASA,  l'Aerial Vehicle for In-situ and Airborne Titan Reconnaissance (AVIATR), progetto che prevede, per un costo di 715 milioni di dollari,  il volo nell'atmosfera di Titano per un anno di un aereo senza pilota, per catturare immagini in alta definizione della superficie. La missione tuttavia non è stata approvata. L'interesse della comunità scientifica per Titano è testimoniato dall'alta varietà di proposte di missioni presentate durante i congressi internazionali di scienze planetarie. Tra queste, alcune paragonabili a TSSM per complessità come Titan Lago In-situ Sampling automotrici Explorer (TALISE), avanzata nel 2012 dalla società privata spagnola SENER e dal Centro de Astrobiologia di Madrid, che prevederebbe un orbiter e un lander acquatico, dotato di un sistema di propulsione proprio che gli permetterebbe di spostarsi liberamente, per un periodo di 6 mesi, attraverso il Ligeia Mare (indicato come obiettivo per l'ammaraggio).
Una missione della NASA che è stata approvata è Dragonfly, che riprende alcuni concetti di precedenti proposte e il cui lancio è al momento pianificato per il 2027 con arrivò previsto su Titano nel 2034. Dragonfly è stata approvata nel 2019 tra diverse proposte nell'ambito del Programma New Frontiers 4, venendo preferita nella finale a CAESAR, un progetto per il prelievo di un frammento della cometa 67P/Churyumov-Gerasimenko. Si tratta di un drone che si sposterà in volo in diversi punti della superficie titaniana per studiarne la composizione chimica, verificare l'abitabilità planetaria e l'eventuale presenza di vita extraterrestre.

### Articoli scientifici
- (EN) G. P. Kuiper, Titan: a Satellite with an Atmosphere, in Astrophysical Journal, vol. 100, 1944,  p. 378, DOI:10.1086/144679. URL consultato il 17 giugno 2014.
- (EN) T. Gehrels, M. S. Matthews (a cura di), Part IV - Titan, in Saturn, Tucson, University of Arizona Press, 1984,  pp. 670-807, ISBN 978-0-8165-0829-7.
- (EN) C. A. Griffith, T. Owen, R. Wagener, Titan's surface and troposphere, investigated with ground-based, near-infrared observations, in Icarus, vol. 93, n. 2, 1991,  pp. 362-378, DOI:10.1016/0019-1035(91)90219-J.
- (EN) W. Jaffe, J. Caldwell, T. Owen, Radius and brightness temperature observations of Titan at centimeter wavelengths by the Very Large Array, in Astrophysical Journal, Part 1, vol. 242, 1980,  pp. 806-811, DOI:10.1086/158515. URL consultato il 17 giugno 2014.
- (EN) G. F. Lindal et al., The atmosphere of Titan - an analysis of the Voyager 1 radio occultation measurements, in Icarus, vol. 53, n. 2, 1983,  pp. 348-363, DOI:10.1016/0019-1035(83)90155-0.
- (EN) R. D. Lorenz, The Exploration of Titan (PDF), in Johns Hopkins APL Technical Digest, vol. 27, n. 2, 2006,  pp. 133-144. URL consultato il 12 settembre 2014.
- (EN) C. P. McKay, J. B. Pollack, R. Courtin, The thermal structure of Titan's atmosphere, in Icarus, vol. 80, n. 1, 1989,  pp. 23-53, DOI:10.1016/0019-1035(89)90160-7.
- (EN) G. Mitri et al., The exploration of Titan with an orbiter and a lake probe, in Planetary and Space Science, 2014, DOI:10.1016/j.pss.2014.07.009.
- T. Owen, Titano, in Le missioni Voyager: Giove, Saturno, Urano, Nettuno, Milano, Le Scienze, 1990,  pp. 60-69, ISBN 978-88-7004-056-2.

### Documenti programmatici
- (EN) Jet Propulsion Laboratory (JPL), Solar System Exploration Roadmap (PDF), JPL, NASA, 15 settembre 2006, JPL D-35618. URL consultato il 9 settembre 2014.
- (EN) Outer Planets Assessment Group (OPAG), Scientific Goals and Pathways for Exploration of the Outer Solar System (PDF), OPAG, NASA, luglio 2006. URL consultato il 9 settembre 2014.
- (EN) TSSM in situ elements, ESA assessment study report, n. 4, ESA-SRE, 2008. URL consultato il 9 settembre 2014.
- (EN) TSSM Final Report on the NASA Contribution to a Joint Mission with ESA, NASA, 30 gennaio 2009, Task Order NMO710851.

### Libri
- (EN) Robert Hanbury Brown, Jean-Pierre Lebreton, John H. Waite (a cura di), Titan from Cassini-Huygens, Springer, 2009, ISBN 978-1-4020-9215-2.
- (EN) David M. Harland, Cassini at Saturn: Huygens Results, Springer, 2007, ISBN 978-0-387-26129-4.
- (EN) Paolo Ulivi, David M. Harland, Robotic Exploration of the Solar System. Part 1: The Golden Age 1957-1982, Praxis, 2007, DOI:10.1007/978-0-387-73983-0, ISBN 978-0-387-73983-0.
- (EN) Paolo Ulivi, David M. Harland, Robotic Exploration of the Solar System. Part 3: Wows and Woes, 1997-2003, Praxis, 2012, DOI:10.1007/978-0-387-09628-5, ISBN 978-0-387-09628-5.
- (EN) Ingo Müller-Wodarg, Caitlin A. Griffith, Emmanuel Lellouch, Thomas E. Cravens (a cura di), Titan: Interior, Surface, Atmosphere, and Space Environment, Cambridge University Press, 2014, ISBN 978-0-521-19992-6.